# Ethnogenèse
Le mot ethnogenèse signifie en grec « formation d'un peuple ». Au sens littéral, il désigne la « genèse d'un groupe ethnique » car, parmi les quatre termes grec ἔθνος / éthnos signifiant « gens de même origine », γένος / genos signifiant « famille, clan, tribu », λάος / laos signifiant « peuple assemblé, foule », et δῆμος / dêmos signifiant « peuple du lieu, citoyens », ethnogenèse regroupe le premier et le quatrième, soit « origine de la tribu ». L'ethnogénèse est le processus socio-historique selon lequel se constitue un groupe humain partageant des traits distinctifs identitaires communs (coutumiers, culinaires, culturels, linguistiques ou musicaux) que l'on appelle un « peuple ». Cette évolution comporte un processus que l'on retrouve dans celle des langues à laquelle elle est liée, et dans celle de la biodiversité, avec des phénomènes de diversification, d'acculturation, de métissage, de disparition ou d'apparition de tel ou tel caractère : un peuple apparaît nécessairement à partir des groupes qui l'ont précédé, et peut disparaître soit culturellement en se fondant dans un nouvel ensemble, soit physiquement en étant victime d'un génocide.

## Diachroniedu concept d'ethnogenèse
Utilisé initialement par les anthropologues évolutionnistes soviétiques des années 1920-1930 selon Françoise Morin (2006), ce concept réapparaît dans les années 1970 chez les anthropologues post-soviétiques dont Lev Nikolaïevitch Goumilëv (1912-1992) et Yulian Bromley (1921-1990), et plus récemment, chez les historiens médiévistes viennois contemporains Reinhard Wenskus (de) (1916-2002) en 1961, Herwig Wolfram (1934-) en 1979, Jörg Jarnut (1942-) en 1985, Walter Pohl (de) (1953-) en 2005, G. M. Berndt en 2007, chez le géographe, historien, politologue et linguiste français Roland J.-L. Breton (1931-2016) en 1987, chez le politologue américain Thomas Turner en 2000, parallèlement chez les anthropologues Thomas A. Abercrombie (en) en 1990, Guillaume Boccara en 1998, Françoise Morin en 2006, Florent Kohler (1968-) en 2009, Antoinette Molinié en 2012 et les médiévistes français Jens Schneider en 2011, Magali Coumert en 2013 et Audrey Becker en 2014.

## Étymologie
Le terme ethnogenèse est constitué de ethno-, issu du grec ancien ethnos signifiant « toute classe d'êtres d'origine ou de condition commune » et du suffixe genesis, signifiant naissance, début, origines.

## Un objet polymorphe: processus ou théorie?

### Processus objectif ou subjectif?
L'on comprend aisément avec l'historien médiéviste français Jacques Le Goff (1924-2014) que ce processus historique d'émergence d'un peuple, en tant qu'identité distincte d'autres peuples environnants, nommé ethnogenèse, échappe facilement au regard d'un observateur banal (qui serait un possible témoin oculaire de l'époque) de par l'échelle de sa longue durée historique. Le temps long nécessite donc une autre approche. Déjà l'historien français Fustel de Coulanges (1830-1889) en 1862, à Strasbourg, suggérait le recours aux mythes et aux rêves.
« Ainsi, le mythe, dans les perspectives de la nouvelle problématique historique, non seulement est objet d'histoire, mais allonge vers les origines les temps de l'histoire, enrichit les méthodes de l'historien et alimente un nouveau niveau de l'histoire, l'histoire lente ».
Sauf à se fonder sur des données objectives de nature archéologiques, l'étude du processus lui-même, complexe et polymorphe, ne peut qu'être remplacée par celle d'autres matériaux plus faciles d'accès relatifs, par exemple, à un ordre de discours se présentant sous la forme d'un mythe de fondation, tels ceux étudiés par Élise Marienstras (1992) pour l'Amérique, Nicole Loraux (1996) pour Athènes, ou Anita Shapira (2005) pour l'état d'Israël, par exemple. Mais en ce qui concerne d'autres groupes humains que ceux vivant au sein d'états-nation, le problème des sources est différent.
« Le principal domaine où se cristallise la mémoire collective des peuples sans écriture est celui qui donne un fondement à apparence historique à l'existence des ethnies et des familles, c'est-à-dire les mythes d'origine ».
Tout groupe social peut relever d'un tel questionnement sur son ethnogenèse, passée ou en cours. C'est, tout à la fois, la question des origines, de son ethnonyme et des identités en mutation (interculturelle, transculturelle) qui est ainsi interpellée par ce questionnement qui peut rejoindre celui de l'ethnohistoire, mais qui commence souvent par l'étude d'annales ou de généalogies,, de traditions instituant des coutumes pérennes.

### Des objets sociaux gigognes
Selon les travaux des historiens médiévistes viennois contemporains Herwig Wolfram (1979), Reinhart Wenskus (Cologne, 1961), au sens strict, le terme ethnogenèse signifie : genèse d'un groupe ethnique, et, par extension, processus selon lequel se constitue historiquement un groupe ethnique, un peuple, un groupe humain. Pour l'anthropologue français Maurice Godelier, un groupe ethnique, ou ethnie, étant constitué du rassemblement de plusieurs tribus constitués de plusieurs clans eux-mêmes constitués de familles apparentées. Plusieurs groupes ethniques configurent un peuple se considérant, ou non, comme une nation, elle-même se dotant, ou non, d'un état pouvant prendre plusieurs formes.
Ainsi, un état, comme le Canada, par exemple, se conçoit officiellement comme constitué de plusieurs peuples se concevant comme des nations, tels les peuples autochtones se revendiquant en tant que « premières Nations », elles-mêmes composites de plusieurs ethnies organisées en clans. Le Canada intègre également le territoire fédéral autonome du peuple Inuit, le Nunavut.
L'on pourrait citer également le cas fédéral des États-Unis qui intègre sur son territoire la notion de « peuple Navaho » doté de son propre gouvernement. Par ailleurs, dans une optique mêlant physionomie et « race », l'état-civil des États-Unis et du Canada utilisent le terme race pour désigner l'origine « ethnique » déclarée par un citoyen, sans qu'il y ait de consensus sur les catégories utilisables. Au Québec, l'utilisation du mot « race » (« race amérindienne, race noire, race blanche »…) calque globalement l'usage anglophone nord-américain (« américains natifs, afro-américains, caucasiens, hispano-américains »… avec la connotation ségrégationniste résiduelle de colored : un citoyen d'ascendance exclusivement européenne est « caucasien » dans le sens de « purement blanc », alors qu'un citoyen même d'origine majoritairement européenne, mais ayant ne fut-ce qu'un seul ascendant d'une autre « race », est colored). 
De nombreux peuples se trouvent, à la suite des aléas historiques et des colonisations, à cheval sur plusieurs états et donc séparés par des frontières. C'est le cas de la plupart des peuples Africains, des Quechuas d'Amérique du Sud (Pérou, Bolivie), ou, en Europe, des Magyars (Hongrie et pays voisins), des Serbes (idem), des Roumains (Roumanie et Moldavie), des Russes (Russie, mais aussi tous les pays issus de la dislocation de l'URSS) ou encore des Sámes (vivant en Norvège, Suède, Finlande et Russie : les trois premiers pays leur reconnaissent une certaine autonomie, avec des parlements Sámes siégeant respectivement à Karasjok, à Kiruna et à Inari). 
Ainsi, à toutes les échelles, chaque sous-partie (famille, clan, ethnie, peuple, nation) peut se développer au singulier comme au pluriel, dans l'évidence politique (États-Unis, Canada, Belgique ou Suisse par exemple) ou dans certaines tensions revendicatives inabouties ou en cours (Palestine, Kurdistan, Papouasie occidentale…).

### Sources endogènes et exogènes
À la lecture des travaux des historiens traitant de l'ethnogenèse des peuples (parfois sans nommer ainsi ce concept), cette question alimente de nombreuses controverses analysées, par exemple, longuement dans leurs ouvrages par des médiévistes comme Herwig Wolfram, Reinhart Wenskus ou Magali Coumert traitant de l'ethnogenèse des Goths. Ces controverses découlent de la confrontation de plusieurs versions, soit pour des raisons méthodologiques et scientifiques (études des spécialistes relevant de plusieurs disciplines universitaires et scientifiques différentes : anthropologie, archéologie, épigraphie, ethnologie, génétique, linguistique, littérature, toponymie, spécialisations historiographiques), soit pour des raisons politiques (adoption de points de vue exclusifs biaisés par l'influence des propagandes gouvernementales et de leurs idéologies).

#### Données de la tradition immatérielle
Selon Maurice Halbwachs, les versions endogènes (internes au peuple lui-même) relèvent de la mémoire collective. Elles sont écrites ou transmises selon une tradition orale, ancestrale ou de facture récente, souvent mythologiques comme les origines troyennes, les sagas islandaises étudiées par Régis Boyer, les Vedas et le Mahabharata étudiés par Alain Daniélou et Georges Dumézil ou encore le Kalevala finlandais écrit par Elias Lönnrot au XIXe siècle. Elles sont produites par différentes catégories de personnes, dotées ou non, d'une fonction spécifique ou d'un statut particulier au sein d'un groupe humain, (aède chantant des épopées, des poèmes épiques, contant des légendes comme celles de la légende de l'origine troyenne des Bretons, la légende de l'origine troyenne des Francs et chansons de gestes (matière de France, matière de Bretagne et matière de Rome), griot récitant des généalogies, voire archivistes conservant des archives familiales et titres de noblesse, généalogistes, historiens de cour…).

#### Données objectives matérielles
Les versions exogènes (externes au peuple lui-même), ou différées dans le temps, se subdivisant selon la spécificité des arguments développés par des auteurs aux compétences différentes, reconnues ou non, scientifiques ou non (ethnographes, géographes, historiens, chroniqueurs, linguistes, archéologues, généticiens).

### Un objet de recherche en sciences humaines
Ainsi, la question de l'ethnogenèse est une problématique reposant sur diverses hypothèses étudiées habituellement par l'ethnographie, l'ethnologie, l'anthropologie, et plus particulièrement l'anthropologie historique, l'ethnohistoire et l'ethnolinguistique, et bien sûr, l'Histoire et l'archéologie.
L'exemple du peuple des Goths illustre bien la complexité de la problématique et des débats souvent encore actuels. Mais l'on pourrait prendre d'autres exemples, comme celle des Francs, des Celtes, des Berbères et des Arabes, des Huns, des Vikings, des Burgondes, etc.
Selon l'historien Jens Schneider, dépassant les hypothèses biologistes attribuant aux groupes humains une "simple" filiation de nature biologique, et s'inscrivant dans la lignée des travaux de Maurice Halbwachs sur la mémoire collective, les médiévistes viennois s'attachent à montrer l'importance de l'autodétermination identitaire propre à susciter l'ethnogenèse d'un groupe humain.

### Idéologie, propagande et racialisme
Il est fréquent que les sources des écrits ou récits oraux traitant de la genèse d'un groupe humain donné relèvent de sa mythologie (mythes de fondation, des origines, des ancêtres fondateurs) ou d'une pure construction idéologique récente et arbitraire à but politique, sujette à caution car relevant de la propagande ou d'un messianisme, voire du tristement célèbre aryanisme.

### Des problématiques classiques et contemporaines

#### Spécificité des isolats
La naissance d'un nouveau peuple doté d'une culture propre, d'une langue, d'une mythologie et d'une conscience propres peut découler de l'isolement d'un groupe humain sur une longue période. Des influences importantes coïncidant (géographie, climat, flore, faune, d'autres cultures), une communauté de destin et/ou d'histoire d'un certain groupe d'hommes sont une autre possibilité d'explication de la naissance d'un peuple. C'est le cas pour les Rapanui de l'Île de Pâques étudiés par Alfred Métraux, ou les Inuits rencontrés par le géographe et ethnologue Jean Malaurie.

#### Individuation ou diffusion
Lors du long processus historique de l'ethnogenèse d'un peuple d'autres aspects sociaux marquants, comme les caractéristiques ethniques, linguistiques et culturelles, ou les spécificités technologiques du nouveau peuple (comme le cheval pour les Comanches étudié par Pekka Hämäläinen) peuvent apparaître au regard du chercheur, historien, ethnographe, anthropologue, ethnolinguiste, archéologue ou préhistorien.

#### Ethnographie des colonisations et des migrations
Un nouveau peuple peut aussi naître de la séparation ou de la fusion de plusieurs peuples, groupes ethniques ou tribus, clans ou même familles, par le fait de ralliement (politiques, religieux ou économiques), adoption, alliances matrimoniales, acculturation ou assimilation culturelle, dans un contexte migratoire ou sédentaire, pacifique ou conflictuel selon la diversité des cas de figure possibles et de leur forme. L'exemple des Huns ou des Goths est, à ce titre, particulièrement éclairant. C'est aussi, sur le continent américain, le cas des Comanches se distinguant par séparation des Shoshones, celui de la protohistoire du peuple Dineh/Navaho, de la division des Apaches en Lipans, Chiricahuas, Mescaleros et Jicarillas, ou des Dénés en Tchipewyans, Tlichos, Slavey et Sahtus.

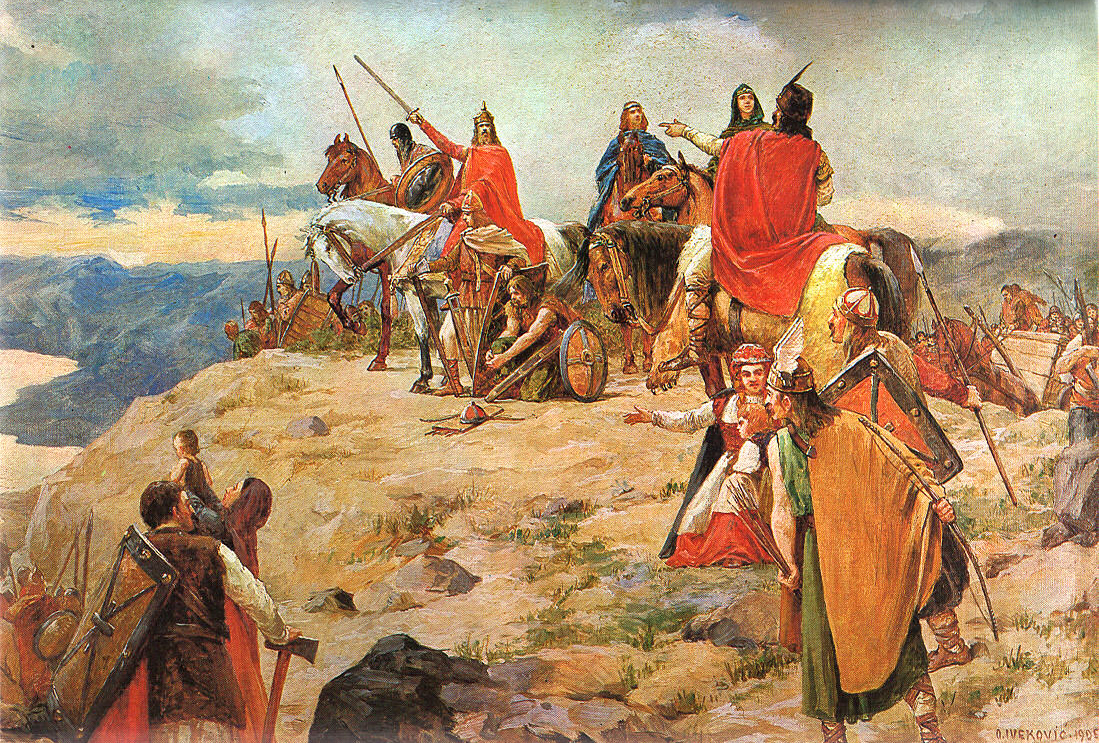
Illustration du XIXe siècle, par Oton Iveković, de l'arrivée des Croates sur les côtes de la mer Adriatique pendant les grandes migrations.

## Historique d'une notion

### L'ethnographie romaine et la confrontation de l'espace méditerranéen avec les «barbares»
En français, le terme « Invasions barbares », bien que péjoratif et exprimant seulement le point de vue romain ancien, a été maintenu face à celui plus neutre de « grandes migrations » promu par les historiens modernes, en raison du plus grand nombre d'occurrences. La notion d'ethnicité, plus objective, étant inconnue dans l'antiquité, bien que le peuple romain (populus Romanus) possédait une certaine expérience issue de ses rencontres avec de nombreux autres peuples (gentes). Patrick Geary définit à l'aide de la terminologie des sources antiques, deux modèles de peuples : les peuples par hérédité comme les Goths et les Vandales, et les peuples par constitution comme les citoyens de la Rome Antique ou les tribus agrégées à la confédération hunnique. Ceci pose la dualité entre gens (aspect généalogique correspondant aux notions grecques de γένος / genos signifiant « famille, clan, tribu » et de ἔθνος / éthnos signifiant « gens de même origine » à l'origine du jus sanguinis) et populus (aspect juridique correspondant aux notions grecques de λαός / laos signifiant « peuple assemblé, foule » et de δῆμος / dêmos signifiant « peuple du lieu, citoyens » à l'origine du jus soli),.
Dans son Histoire des Goths de 551, le nord de l'Europe était nommé par Jordanès, auteur byzantin du VIe siècle, la vagina gentium : « matrice des peuples ». Les « Barbares », selon lui, très vigoureux et résistant au froid, y auraient été très fertiles et se seraient multipliés de façon bien plus importante que les Méditerranéens. Ignorant tout des changements climatiques de l'antiquité tardive et donc des causes des grandes migrations, les auteurs romains imaginaient ces peuples du Nord comme incapables de développer des cultures, des villes et des civilisations : ils imaginaient le monde « barbare » comme un chaos permanent et sans passé remarquable, considérant ses habitants comme des « masses innombrables de sauvages ».
Ne s'encombrant pas d'analyses linguistiques ou autres, de nombreux auteurs comme Ammien Marcellin (fin du IVe siècle), Zosime (début du VIe siècle), Priscus (milieu du Ve siècle) ou Procope de Césarée (milieu du VIe siècle) désignent les nouveaux peuples par les noms de leurs prédécesseurs, par exemple les Vandales, les Goths et les Huns nommés Scythes. Ainsi Synésius de Cyrène rapporte à l'empereur Arcadius qu'aucun nouveau peuple n'avait été rencontré au nord de la Mer Noire. Il est vrai que l'ethnonymie antique ne désignait pas des peuples mais plutôt les régions peuplées. Ainsi, Jules César, dans son célèbre ouvrage La guerre des Gaules ne reconnaît dans les Francs et les Alamans des germaniques, mais les appelle « Celtes de l'Est du Rhin ».

### Mythes de fondation et ethnogenèses modernes
Il serait naïf de croire l'époque contemporaine exempte du recours à des mythes de fondation. Bien souvent cette élaboration, voire pure manipulation idéologique, est à l'œuvre dans la réécriture, en tout ou partie, de l'histoire des états modernes, se cherchant, ou souhaitant raccommoder, une identité, comme c'est le cas pour le mythe national français, étudié par Suzanne Citron, ou pour les efforts de la Suisse à repenser son creuset identitaire (mythe fondateur de la Suisse) ou désirant occulter un passé obscur.
Dans d'autres cas, dans un contexte multiculturaliste, c'est la gestion de nombreuses identités particulières qui prétend justifier certaines manipulations ou déformations de l'Histoire. Ainsi, le concept d'ethnogenèse a longtemps été utilisé par l'anthropologie évolutionniste soviétique des années 1920-1930 pour la gestion de la multitude d'ethnies distinctes (narod en russe). Cet usage réapparaît dans le contexte postsoviétique dans les années 1978 chez des anthropologues russes comme Lev Nicolaïevitch Gumilëv (1912-1992) mieux connu en occident sous le nom de Lev Goumiliov et Yulian Bromley.
Plus récemment, le concept d'ethnogenèse est utilisé dans le contexte d'États confrontés à la réémergence d'identités de peuples autochtones colonisés et supposés assimilés de longue date, comme pour le peuple autochtone des Mapuches étudié par Guillaume Boccara (1999) ou pour revoir les versions officielles de leur histoire d'états comme les États-Unis (Élise Marienstras (1932-)) ou Israël (Anita Shapira (1940-)).

## La théorie de l'ethnogenèse
- Selon la définition du dictionnaire Larousse, l'ethnogenèse est une théorie qui soutient que tout groupe ethnique se forme uniquement à partir d'autres peuples plus anciens et n'apparaît donc jamais ex nihilo.
- Selon l'historienne médiéviste Magali Coumert (2013), la théorie de l'ethnogenèse est essentiellement élaborée en langue allemande au sein de l'école historiographique de Vienne par Reinhart Wenskus[53] par une relecture critique des travaux précédents portant sur l'histoire des peuples germains, détournés par le nazisme pour élaborer l'idéologie aryaniste. Toujours selon Coumert, suspecté de vouloir "blanchir" toute une historiographie allemande précédente, Wenskus, pourtant non suspect idéologiquement, est largement critiqué dans sa démarche par des historiens plus récents. Le débat contemporain aboutit à ne plus considérer l'ethnogenèse comme un éventuel processus essentialiste endogamique lié aux généalogies de lignées royales configurant un noyau culturelle stable dans le temps, mais de faire de l'ethnogenèse le résultat archéologiquement et anthropologiquement constatable d'un processus d'identification de consciences individuelles à une identité collective construite[54].
- En archéologie, préhistoire, ethnologie, anthropologie et ethnolinguistique, outre les données touchant à la culture matérielle (objets et traces objectives diverses) la question de l'ethnogenèse s'analyse désormais également souvent à partir de recherches alimentées par des résultats en génétique des populations.

#### Anthropologie
- Anthropologie historique
- Proto-Indo-Européens
- Peuple, Autochtone, Aborigène , Allochtone, Histoire de la famille
- Tradition

#### Ethnologie
- Ethnologie
- Ethnie, Liste des ethnies du monde, Premières nations
- Ethnonyme (Endonymie, Exonymie, Autoethnonyme)
- Ethnocide, Génocide, Génocide culturel, Génocide des peuples autochtones, Écocide

#### Sociologie
- Assimilation culturelle
- Diaspora
- Sociologie historique du politique

#### Linguistique
- Anthroponymie, Ethnolinguistique, Gentilistique, Glottonymie, Langue vernaculaire, Assimilation linguistique, Linguicide, Langues en voie de disparition, Langue morte

#### Histoire
- Protohistoire, Civilisations de l'Antiquité et de la Protohistoire, Liste des peuples anciens,
- Europe néolithique
- Histoire des groupes ethniques et culturels en France, Groupes du Néolithique en France, Chronologie de la France à la Préhistoire, Chronologie de la France protohistorique et de la Gaule indépendante
- Royaumes barbares
- Bruno Dumézil
- Histoire familiale, Ethnohistoire
- Arnold Joseph Toynbee

#### Idéologie et politique
- Racisme
- Protochronisme, Pseudohistoire, Protoscience
- Nationalisme, Nationalisme ethnique, Français de souche, Français de papier
- Néo-eurasisme (Alexandre Douguine)
- Nouvelle chronologie
- Politique linguistique

#### Droit international
- Anthropologie juridique, Coutume, Savoirs traditionnels
- Peuple autochtone, Droit des peuples autochtones (Déclaration des droits des peuples autochtones)
- Terra nullius, Doctrine de la découverte, Colonialisme, Colonisation, Décolonisation, Droit des peuples à disposer d'eux-mêmes

#### Méthodologies
- Méthodes scientifiques de l'archéologie
- Génétique des populations, Paléogénétique, Paléogénomique
- Historiographie, Méthodologie historique
- Ethnographie, Observation participante